# Regierungspräsidium

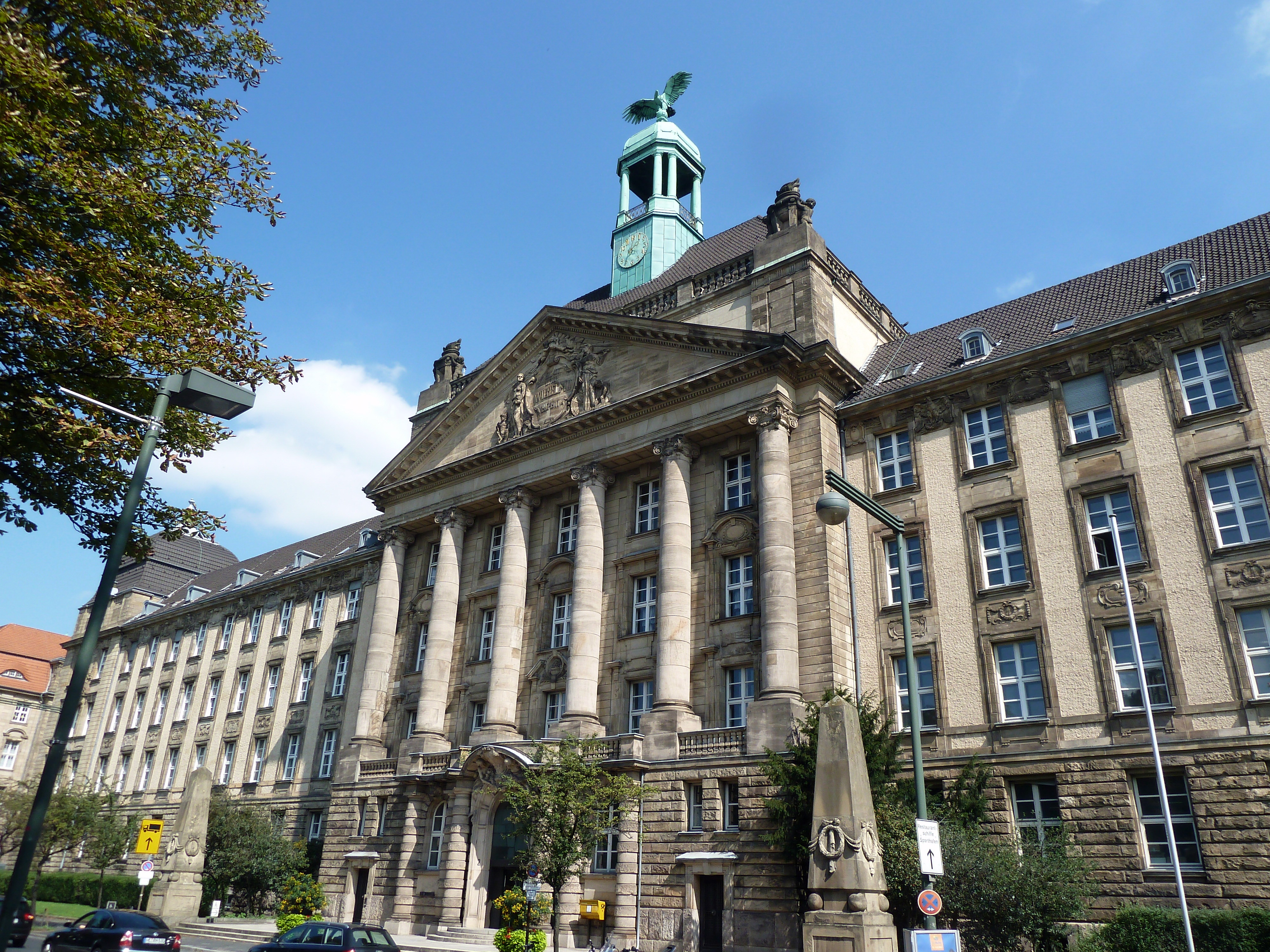
Ansicht des Gebäudes Cecilienallee, Sitz der Bezirksregierung Düsseldorf

Regierungspräsidien oder Bezirksregierungen sind in Deutschland staatliche Mittelbehörden, die für das Gebiet eines Regierungsbezirks als Schaltstelle zwischen der jeweiligen Landesregierung einerseits und den Kommunen (Landratsämtern, Städten und Gemeinden) andererseits fungieren.

## Struktur

### Intern

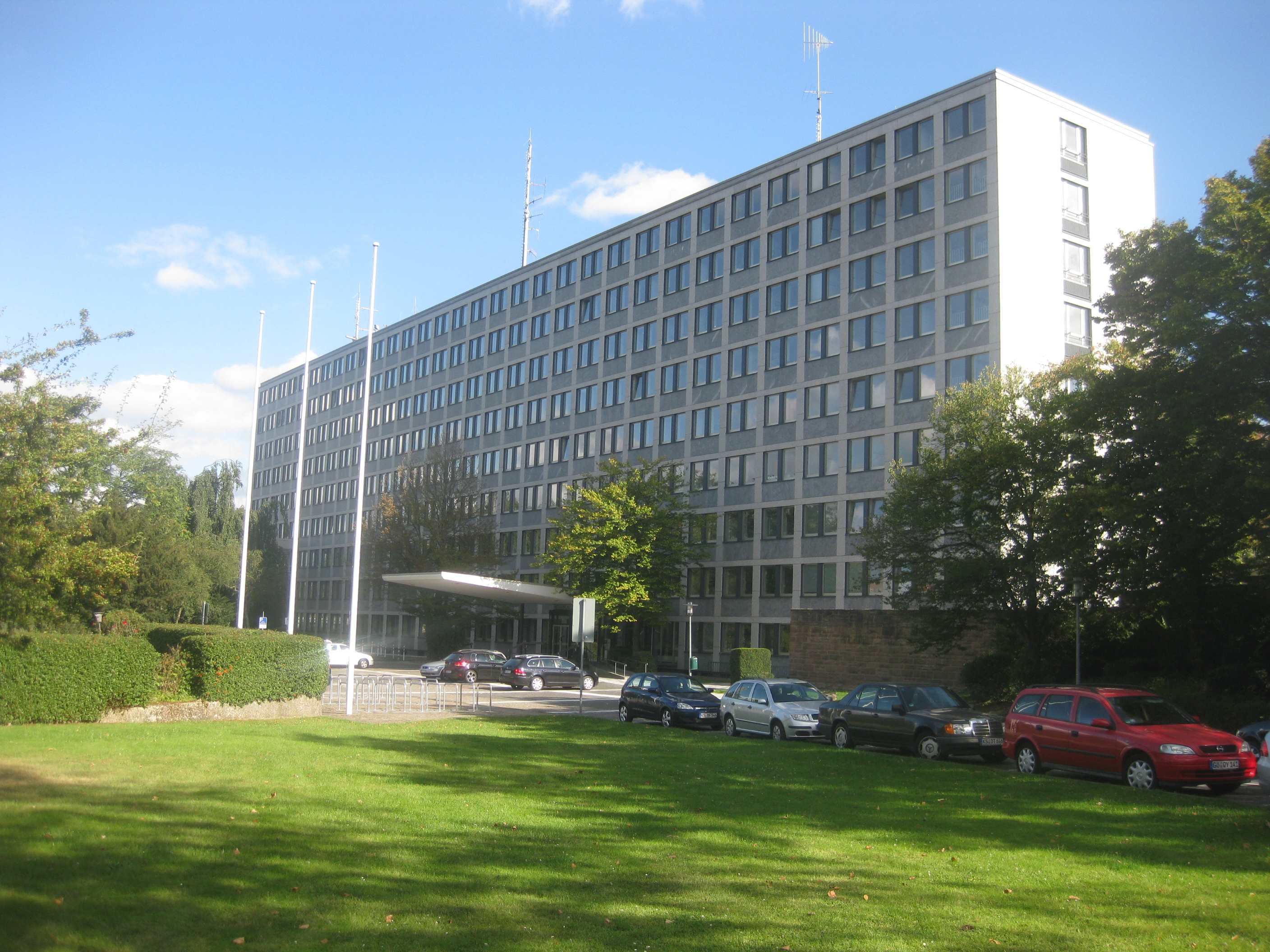
Das Regierungspräsidium des Regierungsbezirk Kassel in Kassel

Angesichts der Aufsplitterung nach Fachministerien bei der Bearbeitung von Problemen (Sektoralisierung) kommt den Regierungspräsidien die wichtige Koordinierungs- und Bündelungsfunktion zu: Staatshandeln aus einer Hand. Die Mitarbeiter in Regierungspräsidien verwalten verschiedenste öffentliche Aufgaben. Dazu gehört auch die Verteilung öffentlicher Mittel, sowohl für reguläre Aufgaben als auch für Fördermaßnahmen. Zudem kommen Regierungspräsidien Aufsicht-, Kontroll- und Genehmigungsfunktionen zu. Damit sollen Regierungspräsidien dafür sorgen, dass der politische Wille unbeeinträchtigt durchgesetzt werden kann.

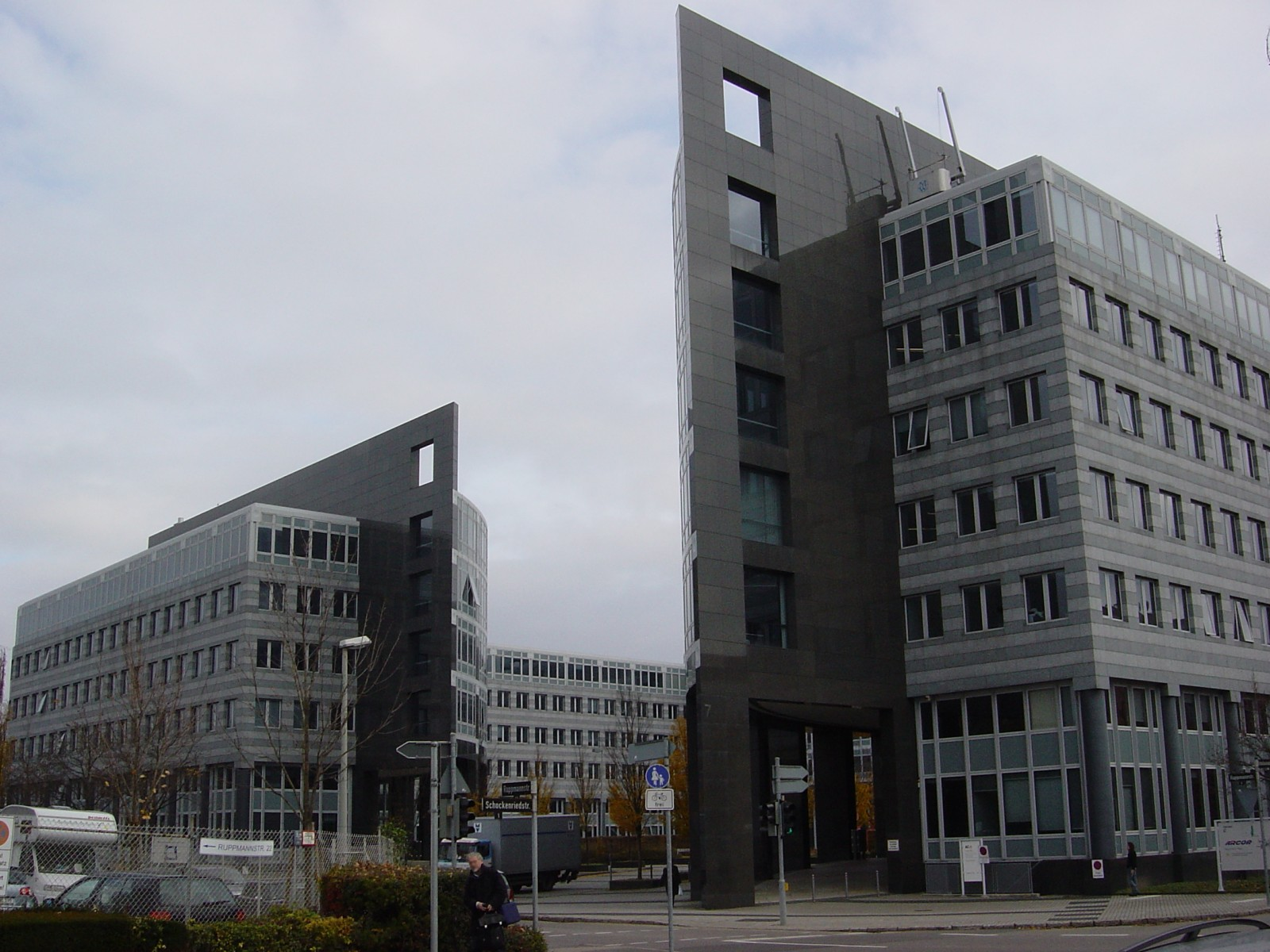
Das Regierungspräsidium für den Regierungsbezirk Stuttgart

Regierungspräsidien werden von einem Regierungspräsidenten geleitet. Die Organisationsstruktur ist in Abteilungen und Referate untergliedert. Die Abteilungen werden von Abteilungsleitern geleitet. Am Beispiel Baden-Württembergs zeigt sich folgende Gliederung der Regierungspräsidien in einzelne Fachbereiche:
- Steuerung und Verwaltung
- Wirtschaft, Raumordnung, Bau-, Denkmal- und Gesundheitswesen
- Landwirtschaft, Ländlicher Raum, Veterinär- und Lebensmittelwesen
- Straßen und Verkehr
- Umwelt
- Landespolizeidirektion
- Schule und Bildung
- Forstdirektion und Landesforstbetrieb
- Ggf. einzelne Landesstellen oder Funktionen wie z. B. die Landesstelle für Straßentechnik, das Mess- und Eichwesen, das Landesdenkmalamt, das Landesgesundheits- oder das Landesbergbauamt.

Werden Aufgaben der Mittelbehörden auf untere Instanzen verlagert, ist nach dem Grundsatz der Einräumigkeit darauf zu achten, dass der örtliche Zuständigkeitsbereich der allgemeinen Behörden und der Sonderbehörden sowie der verschiedenen Sonderbehörden untereinander territorial deckungsgleich und diese unterschiedlichen Behörden für ein und dasselbe geographische Gebiet zuständig sind („verwaltungsgeographische Kongruenz“).

### In den Bundesländern

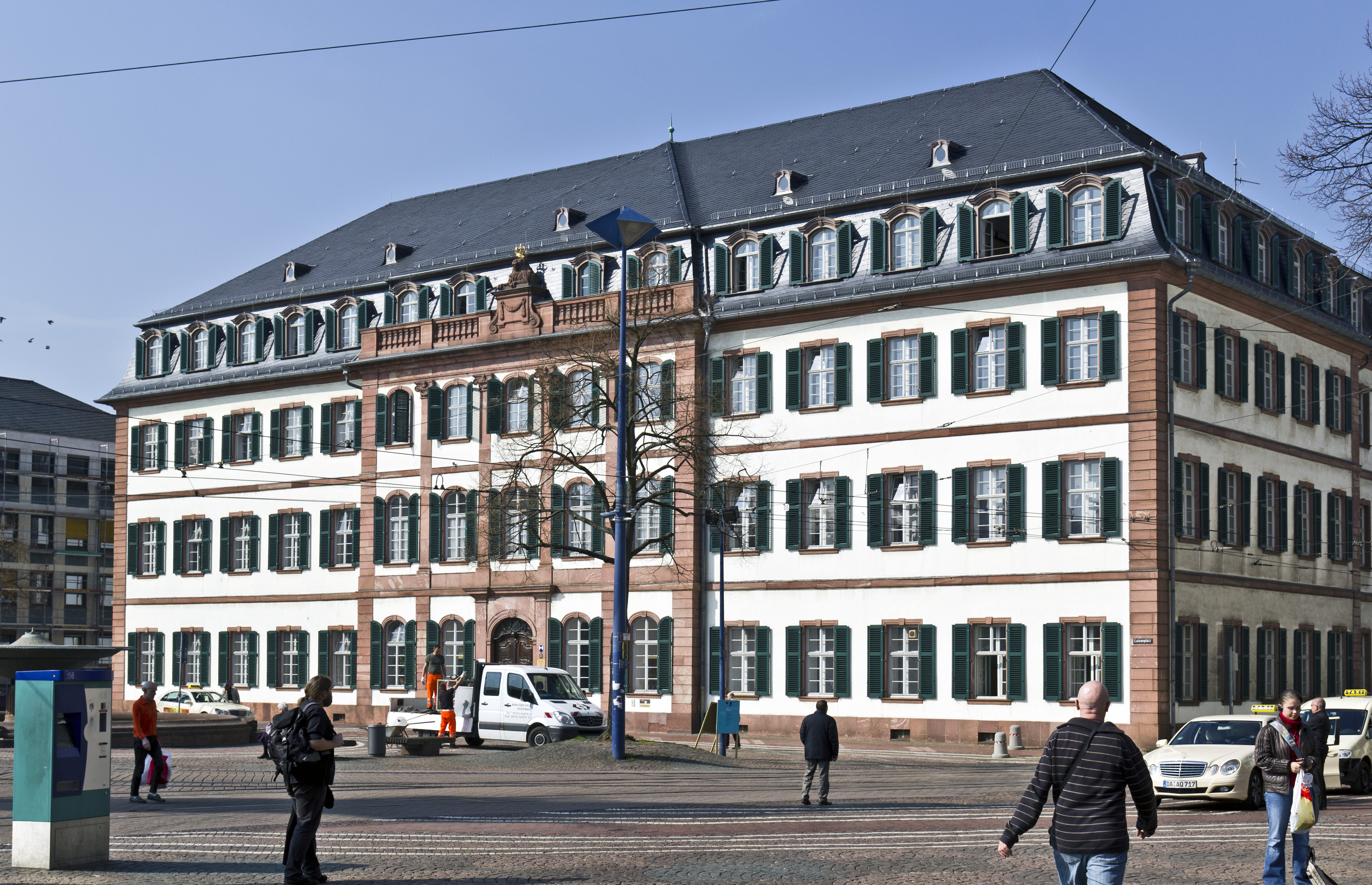
Das Regierungspräsidium für den Regierungsbezirk Darmstadt

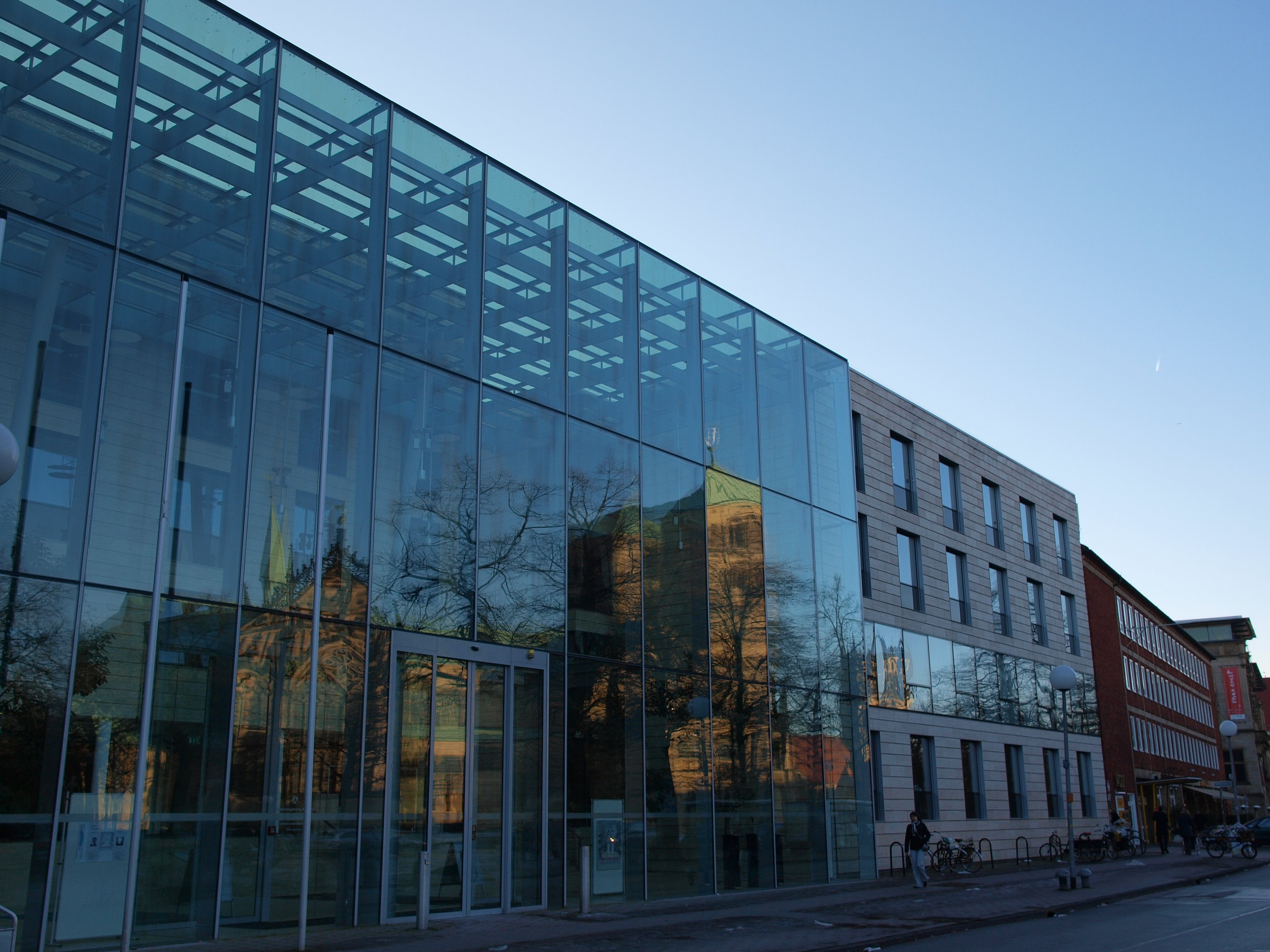
Die Bezirksregierung des Regierungsbezirks Münster

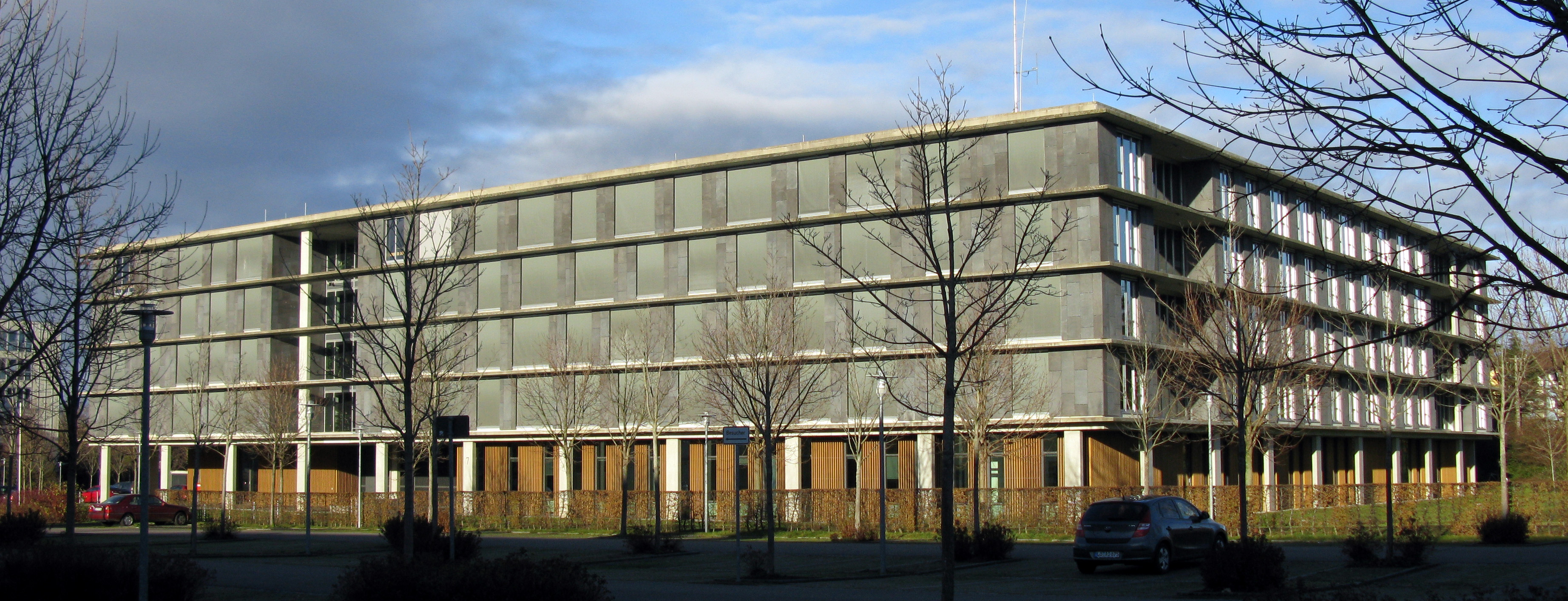
Das Regierungspräsidium für den Regierungsbezirk Freiburg

In vier Bundesländern gibt es Regierungspräsidien. In Bayern und Nordrhein-Westfalen tragen sie andere Namen.
- Baden-Württemberg
  - Regierungspräsidium Freiburg
  - Regierungspräsidium Karlsruhe
  - Regierungspräsidium Stuttgart
  - Regierungspräsidium Tübingen

- Bayern
  - Regierung von Oberbayern
  - Regierung von Niederbayern
  - Regierung von Oberfranken
  - Regierung der Oberpfalz
  - Regierung von Mittelfranken
  - Regierung von Schwaben
  - Regierung von Unterfranken

- Hessen
  - Regierungspräsidium Darmstadt
  - Regierungspräsidium Gießen
  - Regierungspräsidium Kassel

- Nordrhein-Westfalen
  - Bezirksregierung Arnsberg
  - Bezirksregierung Detmold
  - Bezirksregierung Düsseldorf
  - Bezirksregierung Köln
  - Bezirksregierung Münster

Sachsen, Sachsen-Anhalt und Thüringen haben ebenfalls Behörden, die Mittlerfunktion zwischen Ministerium und Stadt- und Kreisebene wahrnehmen; rechtlich haben sie jedoch den Rang einer oberen Landesbehörde. Diese Behörden sind, wie es für Landesoberbehörden typisch ist, für das gesamte Land zuständig. In Thüringen heißt die Behörde Thüringer Landesverwaltungsamt, in Sachsen ist es die Landesdirektion Sachsen und in Sachsen-Anhalt das Landesverwaltungsamt Sachsen-Anhalt.
Die übrigen Bundesländer weisen einen Verwaltungsaufbau ohne Mittelbehörde auf. Brandenburg, Niedersachsen, Rheinland-Pfalz und Schleswig-Holstein verfolgen dabei das Konzept von Sonderbehörden mit funktionalen Zuständigkeiten. Kleine Länder wie Mecklenburg-Vorpommern und das Saarland kommen mit einem zweistufigen Verwaltungsaufbau aus.

## Kritik

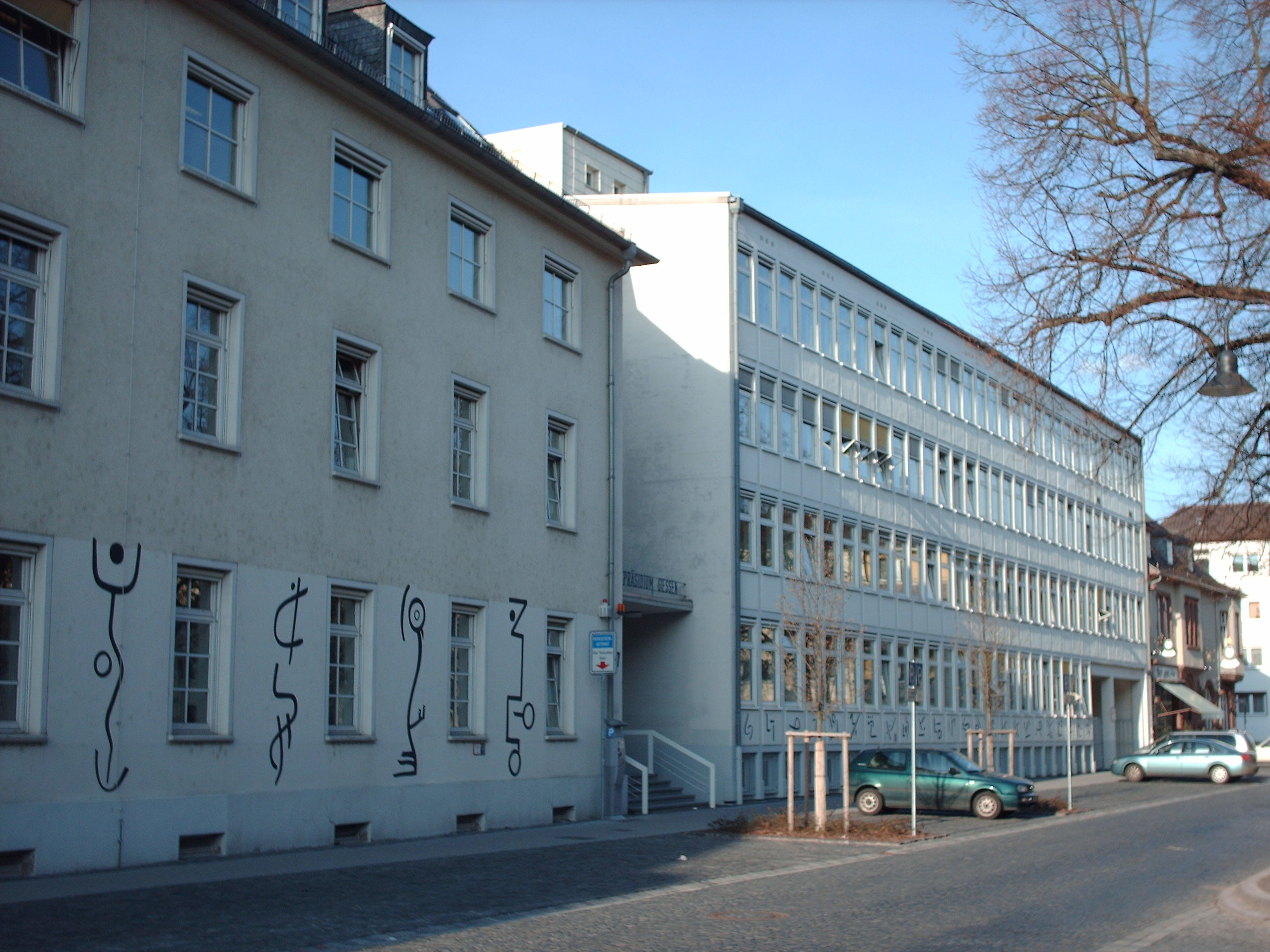
Das Regierungspräsidium für den Regierungsbezirk Gießen

Regierungspräsidien und staatliche Mittelbehörden an sich waren in den letzten Jahrzehnten im Zusammenhang mit Verwaltungsreformen häufig als Potential für Stelleneinsparungen oder Aufgabenabbau im Gespräch. Sie agieren beispielsweise in vielen Bundesländern u. a. auch als Widerspruchsbehörde, während Widerspruchsverfahren in anderen Bundesländern, wie z. B. im Freistaat Bayern, abgeschafft wurden. Die Verwaltungsreform in Niedersachsen hat aber nach Ansicht der Verwaltungswissenschaft auch deutliche Nachteile durch den Wegfall der Regierungspräsidien offenbart: viele dezentrale Außenstellen ohne funktionsfähige Bündelung.
So wird die dreigliedrige Verwaltungsstruktur mit Mittelbehörden wie den Regierungspräsidien etwa von dem Politikwissenschaftler Jörg Bogumil als die effizienteste Lösung eines Verwaltungsaufbaus der Länder gesehen, insbesondere für große, bevölkerungsreiche Flächenländer wie z. B. Baden-Württemberg, Hessen oder Bayern.

## Vorteile

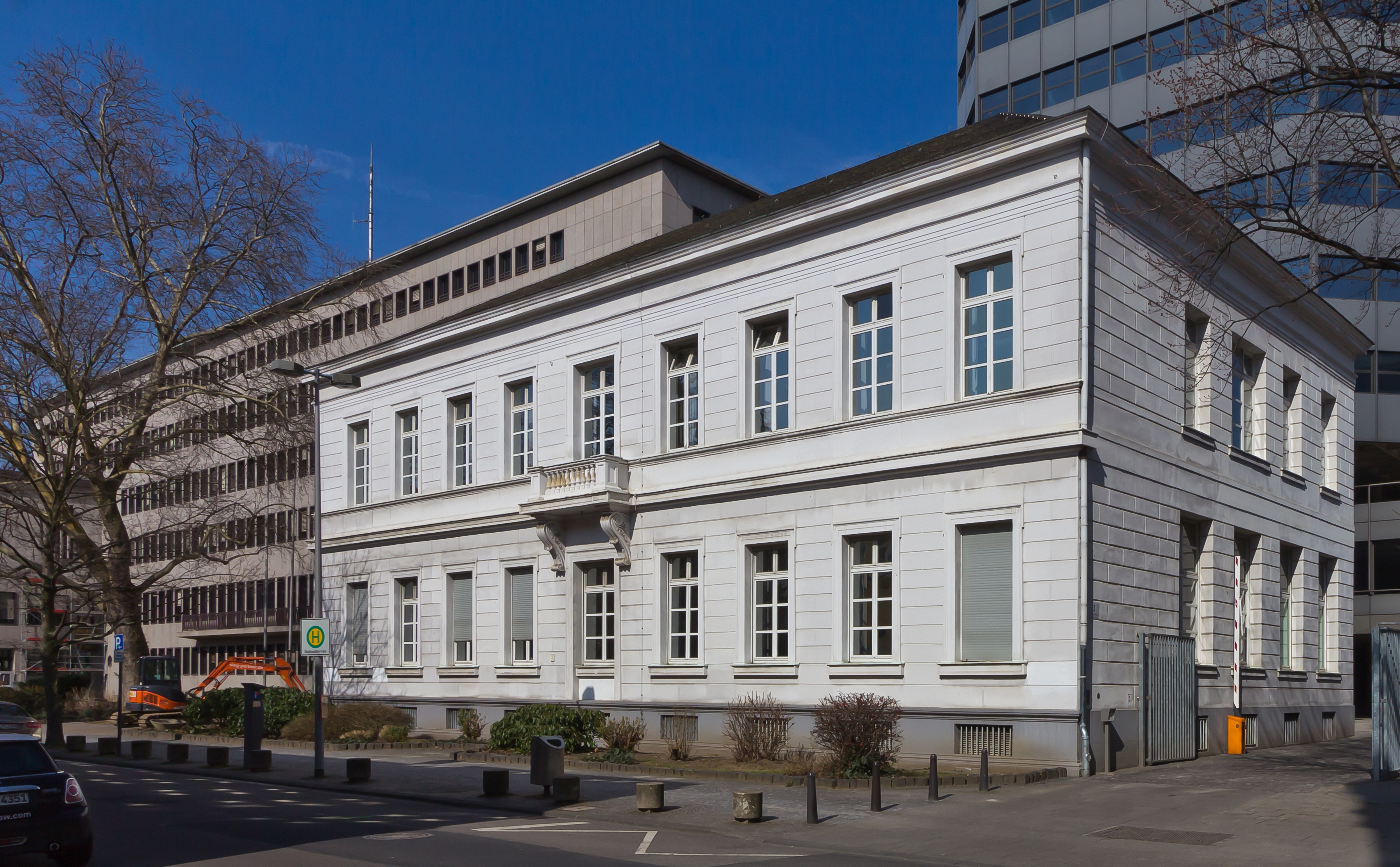
Die Bezirksregierung des Regierungsbezirks Köln

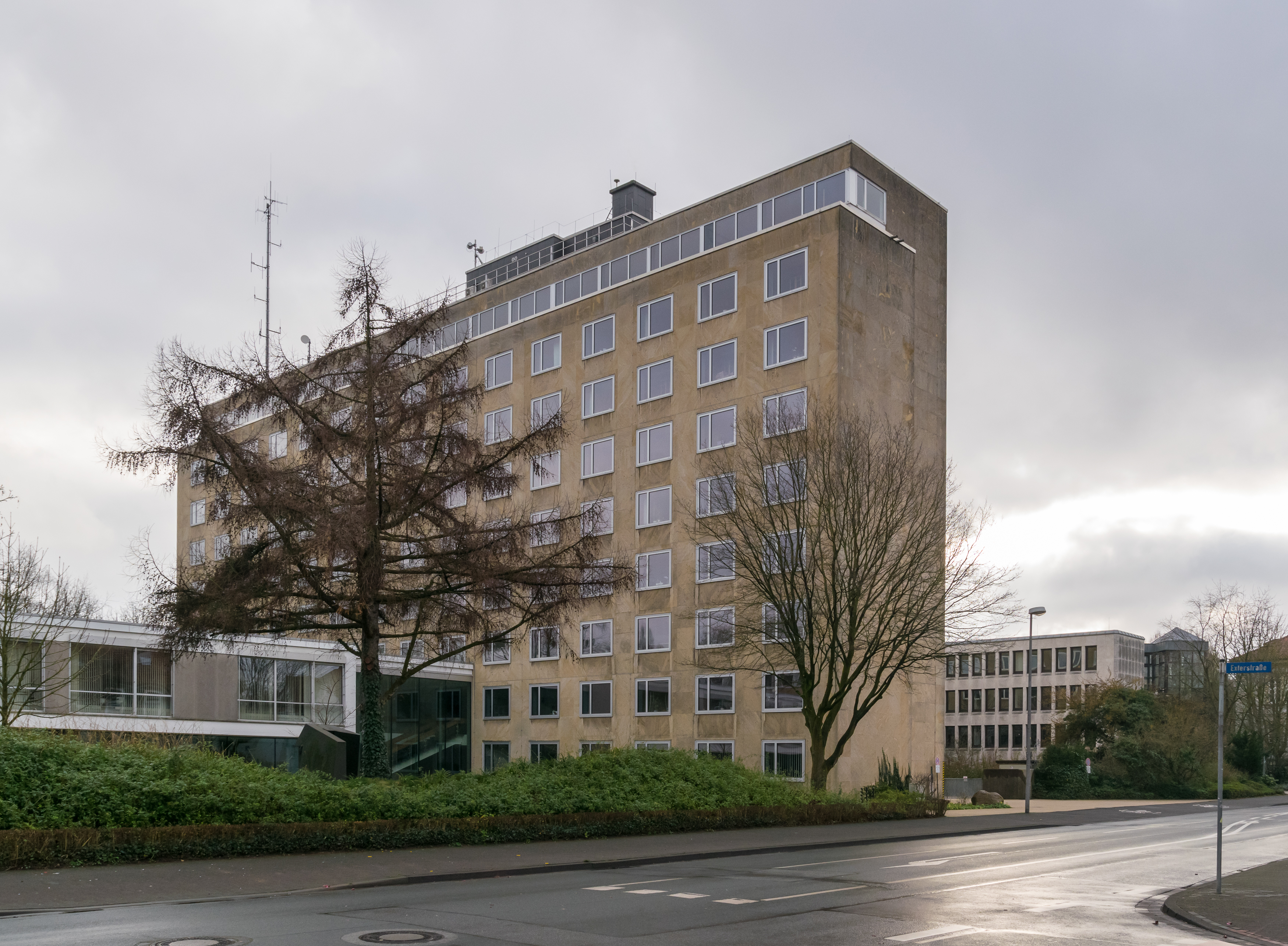
Bezirksregierung des Regierungsbezirks Detmold

Als Vorteile misst man Regierungspräsidien in ihrer praktischen Arbeit heute bei:
- Regierungspräsidien sind im Vergleich zu Ministerien, die im Schwerpunkt konzeptionelle und politische Arbeit verfolgen, „nah genug dran“ an den Bürgern sowie den Kunden und Partnern der Verwaltung, aber zugleich „weit genug weg“, um unabhängig aus objektiver Distanz entscheiden zu können.
- Sie vereinigen die auf der Ministerialebene aufgegliederten Fachressorts in einer Behörde und verwirklichen damit das Prinzip der Einheit der Verwaltung.

Regierungspräsidien erweisen sich als vorteilhaft bei der Koordinierung oder Bewältigung kreisübergreifender Projekte.
- Im Gegensatz zu den Landkreisen haben Regierungspräsidien den Überblick über die gesamte Raumschaft eines Regierungsbezirks und damit eines viel größeren Territoriums. Fördernotwendigkeiten können so für ein sehr großes Gebiet besser identifiziert und Förderverfahren erfolgreicher umgesetzt werden.
- Durch die Größe einer Bündelungsbehörde sind Regierungspräsidien im Vergleich zu anderen Behörden in der Lage, einen Fundus an Spezialisten und Experten für eine immense Aufgabenvielfalt vorzuhalten, die von der öffentlichen Verwaltung wahrgenommen wird.
- Eine besondere Rolle kommt den Regierungspräsidenten zu: Sie sind einerseits Vertreter der Regierung in der Fläche, mit entsprechender Autorität, die sich bereits in ihrer Amtsbezeichnung niederschlägt. Andererseits treten sie als Vertreter ihrer Region gegenüber der Regierung auf, mit ihrer Kenntnis von lokalen Gegebenheiten, Problemen und Interessen. Das ist der Vorzug gegenüber der funktionalen Konstruktion, wie sie z. B. in Rheinland-Pfalz installiert worden ist.

Regierungspräsidien können je nach Bundesland bis zu 3000 verschiedene Aufgaben in einem Regierungsbezirk verfolgen, die ein immer größeres Fachwissen erfordern. Regierungsbezirke können mitunter die Größe von Bundesländern aufweisen. Nachgeordnete, „kleinere“ Verwaltungsbehörden wie z. B. Landratsämter wären im Vergleich strukturell nicht in der Lage, mit der gleichen Effizienz und dem gleichen Ressourceneinsatz die Vielfalt an Spezialisten für dieselbe Raumschaft und Gebiete wie Regierungspräsidien zu beschäftigen.
- Die Bündelung der Vielzahl von Spezialisten „unter einem Dach“ beinhaltet auch, dass sich diese z. B. bei großen Genehmigungsverfahren und Planungen besser vernetzen können. Damit kommt die Verwaltung deutlich schneller und effizienter zu Verwaltungsentscheidungen als in einer Verwaltungslandschaft mit zersplitterten Sonderbehörden (vgl. Bogumil, Stuttgarter Nachrichten vom 13. Dezember 2012, S. 6).

Die Verwaltungsstrukturreform in Baden-Württemberg zum 1. Januar 2005 erweist sich in dieser Hinsicht als besonders vorteilhaft, indem sie sich bewusst für den Beibehalt einer 3-gliedrigen Verwaltungsstruktur und gleichzeitig für das Auflösen zahlreicher Sonderbehörden entschied, mit dem Ziel, dem Bürger als Verwaltungspartner, abhängig von der Aufgabe, entweder Landratsämter oder Regierungspräsidien anzubieten. Damit sollte das Kernziel der Reform einer bürgerfreundlichen, effizienten Verwaltung unter dem Motto:
- Ein Haus
- Ein Gebiet
- Eine Behörde
- Eine Entscheidung

erreicht werden. Die klaren Strukturen und Zuständigkeiten sowie die damit erzeugten Bündelungen führen zu einer größeren Verwaltungseffizienz, Klarheit und Akzeptanz der Verwaltungsentscheidungen und -strukturen bei Unternehmen, Verbänden und den Bürgern. Durch die hierarchische Struktur können innerhalb des Regierungspräsidiums bereits Interessensunterschiede entschieden werden, womit die Regierungsebene entlastet wird.

## Politische Perspektive
Sofern man Regierungspräsidien nicht pauschal vor dem Hintergrund ihrer Größe und Anzahl der Mitarbeiter beurteilt, sondern deren Verwaltungsvorteile auf großer Fläche identifiziert und die damit erzielten Effizienzgesichtspunkte betrachtet, liefern sie aus Perspektive einer Landesregierung noch einen weiteren Vorteil im Vergleich zu alternativen Verwaltungsstrukturmodellen:
Durch ihre Unabhängigkeit von kommunalen Gebietskörperschaften und kommunalen Parlamenten können Regierungspräsidien den parlamentarischen Willen und den Willen der Regierung in der Fläche durchsetzen. Damit stellen sie faktisch den verlängerten Arm des Landesparlaments und der Landesregierung in einem Bundesland dar.